# Jarlsbergost

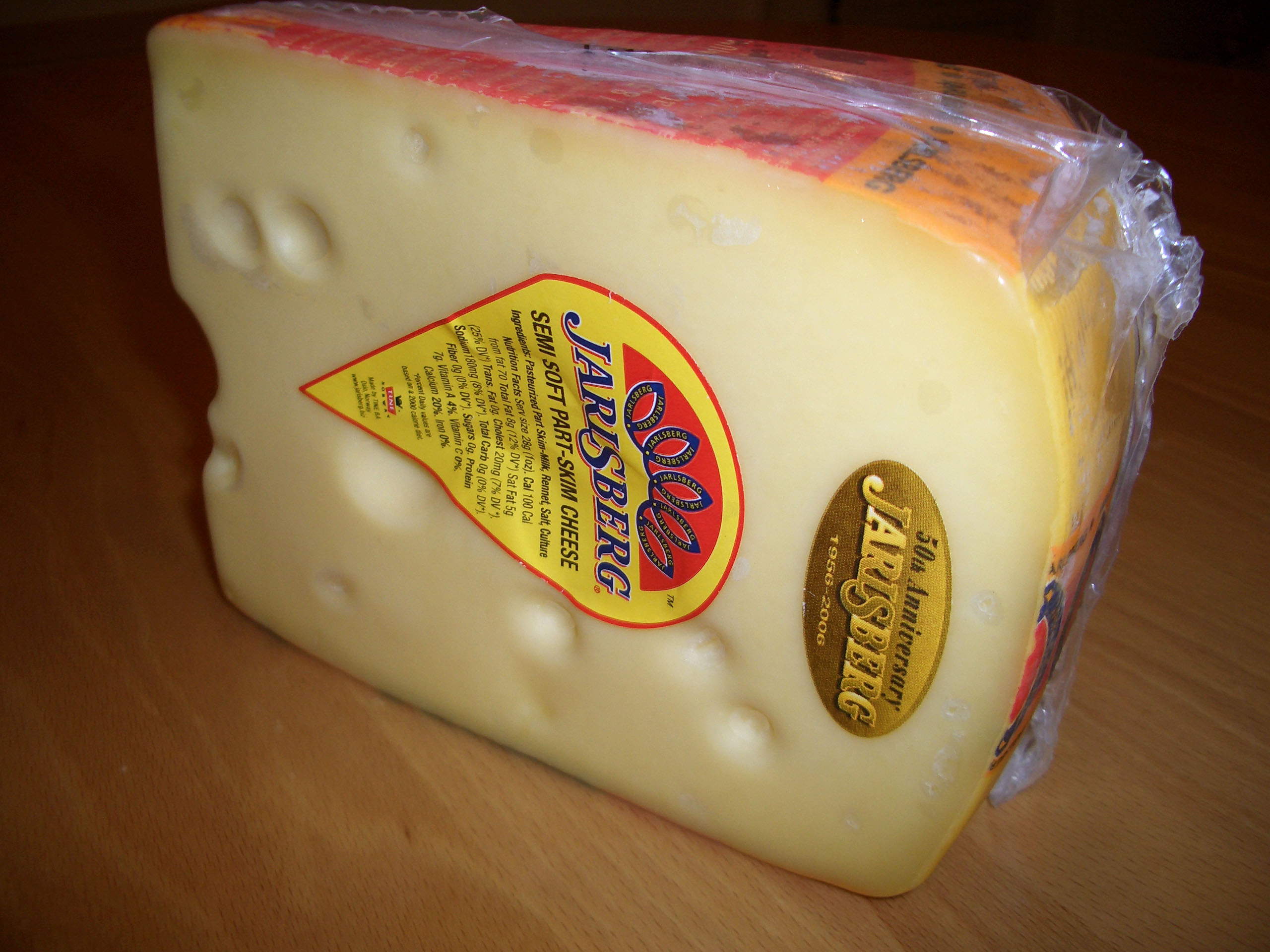
Jarlsberg

Jarlsbergost – rodzaj sera produkowanego, głównie w Norwegii, z mleka krowiego. Jest to ser dojrzewający, twardy lub półtwardy, o łagodnym, słodkawym smaku. Wzorowany na szwajcarskim ementalerze, jest od niego miększy i słodszy. Odznacza się cytrynowożółtą barwą i dużymi, okrągłymi dziurami. Może dojrzewać od jednego do 15 miesięcy. Historia jego produkcji sięga lat 60. XIX wieku.